# Menafra
Menafra és una entitat de població de l'Uruguai, ubicada al nord del departament de Río Negro. Té una població aproximada de 390 habitants segons les dades del cens del 2004.
Es troba a 116 metres sobre el nivell del mar.